# (192290) 1989 QT
(192290) 1989 QT là một tiểu hành tinh vành đai chính. Nó được phát hiện bởi Robert H. McNaught ở Đài thiên văn Siding Spring ở Coonabarabran, New South Wales, Australia, ngày 26 tháng 8 năm 1989.